# Willy Messerschmitt
Wilhelm Emil "Willy" Messerschmitt (født 26. juni 1898, død 15. september 1978) var en legendarisk tysk flykonstruktør og flyfabrikant. Han blev født i Frankfurt am Main, søn af en vinhandler. Hans stedfar var den amerikanske maler og professor ved kunstakademiet i München Carl von Marr.
Messerschmitts formentlig vigtigste flymodel var Messerschmitt Bf 109, som han designede i 1934 sammen med Walter Rethel. Bf 109 blev det vigtigste jagerfly i Luftwaffe da Tyskland genoprustede inden 2. Verdenskrig. Det er fortsat det jagerfly, som er er fremstillet i størst antal med ca. 35.000 stk. Et andet Messerschmitt fly, som først fik betegnelsen "Bf 109R" var specialbygget til at sætte rekorder, men fik senere betegnelsen Messerschmitt Me 209, brød rekorden for absolut flyhastighed og holdt verdensrekorden for propeldrevne fly indtil 1969. Hans firma fremstillede også den første jetjager der blev taget i brug Messerschmitt Me 262, selv om det ikke var Messerschmitt selv der havde tegnet det.

## Tidlige år
Allerede da han var ti år gammel byggede han flymodeller og senere byggede han – mens han stadig gik i skole – svævefly, som han afprøvede sammen med sine venner. Som 13-årig skoledreng lærte han svæveflypioneren Friedrich Harth at kende, og denne kom til afgørende at påvirke hans levnedsløb. Ved krigsudbruddet i 1914 gik Harth ind i krigen, og mens han var væk fortsatte Messerschmitt med at arbejde på en af Harts modeller. 
Umiddelbart efter sin studentereksamen blev Messerschmitt i 1917 indkaldt til militærtjeneste under 1. Verdenskrig. 
Efter krigen blev de to genforenet og fortsatte med at arbejde sammen mens Messerschmitt begyndte sine studier ved Technische Universität München og Harth byggede fly ved Bayerische Flugzeugwerke. S8 svæveflyet, som de tegnede og byggede sammen i 1921 slog verdensrekorden for udholdenhedsflyvning (uofficielt) og de gik i partnerskab i en periode og drev en flyveskole. Det samme år fløj det første svævefly, som helt igennem var tegnet af Messerschmitt, S9 svæveflyet.

## Starten af hans karriere
I 1923 blev Harth og Messerschmitt uenige og gik hver sin vej, og Messerschmitt grundlagde sin egen flyfabrik i Augsburg. I begyndelsen byggede Messerschmitt svævefly, men i løbet af to år udviklede det sig via motorsvævefly til små motorfly – sportsfly og rejsefly. Disse kulminerede med Messerschmitt M 17 og Messerschmitt M 18 modellerne, som Messerschmitt solgte til BFW i 1927, da den bayerske stat tilskyndede til en sammenlægning af de to selskaber. Disse modeller blev fulgt af det lette transportfly Messerschmitt M 20 i 1928, som viste sig at være en katastrofe for BFW og Messerschmitt. To Lufthansa M 20'ere var involveret i alvorlige styrt kort efter ibrugtagningen, og det førte til at flyselskabet annullerede ordrerne på yderligere fly. Det skabte et alvorligt likviditetsproblem for selskabet, og førte til dets konkurs i 1931. M 20 nedstyrtningerne betød også at Messerschmitt fik en magtfuld fjende i skikkelse af Erhard Milch, lederen af Lufthansa, som havde mistet en nær ven ved et af styrtene. 

## Nazityskland og 2. Verdenskrig
Etableringen af Reichsluftfahrtministerium ("Rigsluftfartsministeriet" – RLM) af den nazistiske regering i 1933, ledet af Milch, førte til en genoplivning af den tyske flyindustri og en genoplivning af BFW. I samarbejde med Robert Lusser designede Messerschmitt det genopståede selskabs flagskib – et lavtvinget sportsmonoplan med betegnelsen Messerschmitt M 37, som er bedre kendt under dens senere RLM betegnelse Bf 108 Taifun. Året efter inkorporerede Messerschmitt mange af designelementerne fra dette fly i Bf 109 jagerflyet. 
Alligevel var det kun de bånd, som Messerschmitt havde skabt til ledende nazister såsom Rudolf Hess og Hermann Göring (gennem Theo Croneiss) som reddede ham fra at dele skæbne med en anden af Milch's fjender Hugo Junkers. For at holde sin forretning i gang på trods af at Milch sikrede sig at han ikke fik regeringskontrakter havde Messerschmitt underskrevet en kontrakt med Rumænien om salg af M 37 og et transportfly Messerschmitt M 36. Da Milch hørte om dette, tog han offentligt afstand fra Messerschmitt og kaldte ham en forræder. Gestapo blev sat på sagen og udspurgte ham og andre ledere i BFW. Formentlig på grund af Croneiss' intervention kom der ikke mere ud af sagen. 
Da Messerschmitt Bf 109 i 1936 vandt RLM's en-sædes jager-konkurrence om at blive et af hovedtyperne ved Luftwaffe fik Messerschmitt og hans fabrik en vigtig rolle i RLM's oprustningsplaner, og den blev endnu større da Messerschmitts Bf 110 også vandt konkurrence for langtrækkende jagerfly.
Den 11. juli 1938 blev Messerschmitt udpeget til formand og administrerende direktør for Bayerische Flugzeugwerke og firmaet blev omdøbt til Messerschmitt AG. Samme år begyndte virksomheden udviklingen af det som med tiden blev til Me 262 og Messerschmitt Me 210, der var planlagt som efterfølger til Bf 110. Me 210 viste sig at være plaget af voldsomme udviklingsproblemer, som kun blev løst ved at udvikle typen til Messerschmitt Me 410, og de resulterende problemer og forsinkelser var igen ved at skade både Messerschmitts og hans firmas rygte.  

## Retssag og karriere efter krigen
Efter 2. Verdenskrig blev Messerschmitt stillet for en afnazificeringsdomstol for at have brugt slavearbejdere, og i 1948 blev han dømt for at være en medløber. Efter to år i fængsel blev han løsladt og vendte tilbage som leder af sit firma. Da Tyskland ikke måtte fremstille fly indtil 1955 ændrede han sit firma så det i stedet fremstillede præfabrikerede huse, symaskiner og små biler – mest bemærkelsesværdig var Messerschmitts kabinescooter. Hans eksporterede sine talenter som flykonstruktør ved at designe Hispano HA-200 jet-træningsflyet for Hispano Aviacion i Spanien i 1952 inden han til sidst fik lov til at vende tilbage til at bygge fly i Tyskland, hvor han byggede Fiat G91 på licens og senere Lockheed F-104 Starfighter for det vesttyske luftvåben. Senere tegnede han Helwan HA-300 overlydsjageren.
Messerschmitt bragte sit firma gennem fusioner, først med Bölkow i 1968 og derpå med Hamburger Flugzeugbau i 1969, hvorved selskabet blev til MBB (Messerschmitt-Bölkow-Blohm, der nu er en del af EADS) med Messerschmitt som bestyrelsesformand indtil 1970 hvor han gik på pension. Han døde otte år senere på et hospital i München.

## Kritik
Messerschmitts fly var karakteriseret ved et klart fokus på præstationer, især ved at stræbe efter letvægts konstruktioner, men også ved at minimere luftmodstanden fra de aerodynamiske overflader. Hans kritikere beskyldte ham for at gå for langt i denne retning på nogle modeller. Hans uenighed med Harth havde drejer sig om modeller, som Harth følte var for ustabile, og Me 210 udviste også ustabilitet, hvilket kun kunne klares ved at gøre vingerne og de aerodynamiske overflader større, hvilket ville forøge luftmodstanden og vægten. 
Messerschmitts design filosofi kommer også tydeligt frem i hans uenigheder med Alexander Lippisch, som designede den haleløse Me 163 raketdrevne jager, der skulle fremstilles på Messerschmitt-fabrikkerne. Mens Lippisch fastholdt at det haleløse design i princippet havde en fordel i forhold til den samlede luftmodstand, påpegede Messerschmitt at de nødvendige designkompromisser for at gøre et haleløst fly muligt at styre sikkert betød at modstanden blev større end med en hale. 

### Æresbevisninger
Messerschmitt blev udpeget til æresprofessor af TU München i 1930, og vicepræsident for Deutsche Akademie für Luftfahrtforschnung. Den tyske regering tildelte ham også titel af Wehrwirtschaftsführer (forsvarsindustrileder). I 1938 tildelte Adolf Hitler ham Ehrenzeichen des Deutschen Nationalpreises für Kunst und Wissenschaft.